# Северин Жевуський
Севери́н Жеву́ський гербу Кривда (пол. Seweryn Rzewuski, 13 березня 1743, Підгірці — 11 грудня 1811, Голаки) — польський шляхтич, політичний діяч Речі Посполитої, маґнат. Останній польний гетьман коронний.

## Життєпис
Походив Северин зі впливового роду Жевуських. Народився в замку Підгірців. Наймолодший син Вацлава-Петра Жевуського (тоді подільський воєвода) та його дружини Анни Любомирської. Навчався у Варшавському колегіумі театинців 1754 року, в 1754—1755, у 2-й половині 1757 його навчав гувернер Л. А. Караччолі, від серпня 1755 до червня 1757, може, Жан Люк То де Сальвер.
1764 року як посол від Подільського воєводства взяв участь у виборах нового короля Речі Посполитої — Станіслава Августа Понятовського. З 1767 р. — член сейму. Цього ж року разом із батьком вступив до Радомської конфедерації, яка виступала за збереження впливу шляхти та магнатів і водночас проти впливу Російської імперії у справи Речі Посполитої. Як член цієї конфедерації Северин Жевуський розгорнув бурхливу діяльність стосовно збереження «золотих шляхетських вільностей». 1772 року як опозиційно налаштованого політика за наказом російського посла у Варшаві Н. Рєпніна Северина було схоплено разом із батьком та відправлено у заслання до м. Калуга.
З часу повернення до Польщі 1774 року став польним коронним гетьманом. 1776 року після проведення реформи політичної системи рішуче виступав проти короля Станіслава Понятовського та Постійної Ради. 1788-го звернувся до курфюрства Бранденбурзького Фрідріха Вільгельма II з пропозицією допомогти йому стати диктатором у Польщі — проте отримав відмову.
Разом з політичною діяльністю намагався відновити колишній фінансовий стан родини, який було підірвано тривалою відсутністю Северина та його батька в засланні. Влаштував алхімічну лабораторію у Підгорецькому замку з метою відшукати філософський камінь для створення золота.
1790 року жив у Відні, де керував опозиційною діяльністю у Речі Посполитій. Протягом 1788—1792 рр. виступав проти будь-яких реформ у державі. У цей час випускає низку листів та звернень: «Наслідування престолу в Польщі» (1789 р.), «Зауваження до реформи уряду» (1790 р.), «Докази для обрання на польський престол» (1790 р.). Конституція 1791 року викликала невдоволення польської шляхти. Северин Жевуський разом зі Станіславом Потоцьким та Ксаверієм Браницьким прибули до м. Ясс, де було головне помешкання російських військ. Тут вони намагалися вмовити російських державців скасувати нові закони. Не отримавши позитивного результату Ревуський разом з іншими магнатами взяв участь у створенні 1792 року Тарговицької конфедерації. 1793 р. вона зазнала поразки від Росії та Пруссії, внаслідок чого Жевуський на деякий час відійшов від політичних справ і мешкав на Галичині та Поділлі, займаючись зокрема фінансовими та майновими справами родини.
З початком повстання Т. Костюшка підтримав останнього, але через поразку виїхав до Відня в добровільне вигнання, періодично навідуючись до українських маєтків.
Помер 11 грудня 1811 року від інсульту у с. Голаки (нині Грушківці). Похований у домініканському костелі в Старокостянтинові, який планував зробити родинною усипальнею. Проте крім нього тут була похована лише його донька Ізабела. Як свідчить у своїх мемуарах невістка Розалія Жевуська, вже за кілька років його поховання було сплюндроване: домовина відкрита, мумія вкрита павутинням і пилом.

## Власність
- Володів маєтком в Озерянах, сприяв розвитку містечка.
- Після повернення з російського полону 1774 року отримав як компенсацію від короля Ковель.
- 1794 р. Старокостянтинів перейшов через шлюб з княжною Констанцією Любомирською до гетьмана польного коронного Северина Жевуського.
- Від батька отримав Долинське староство, яке після першого поділу відійшло до скарбниці Австрії.
- 1801 року продав Стульно холмському підкоморію Ф. Куніцькому.

## Родина
Одружився з княжною Констанцією Малґожатою Любомирською 1782 року. Діти:
- Вацлав Северин («Емір», 1785—1831).
- Ізабела Марія Анна Францішка (1783—1818) — дружина німецького графа Фердинанда Ернста Габріеля фон Вальдштайн унд Вартенберг, раннього покровителя Бетховена.
- Марія (1786—1832) — дружина графа Ярослава Станіслава Потоцького з Підгайців[7].

## Портрети

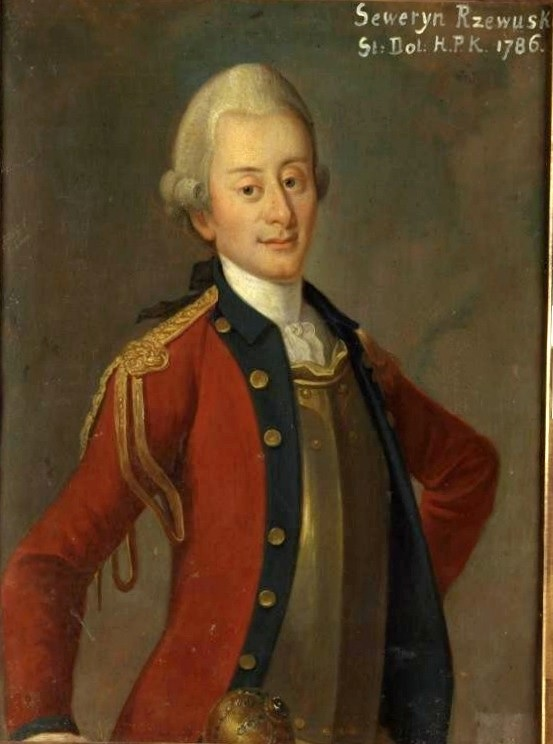
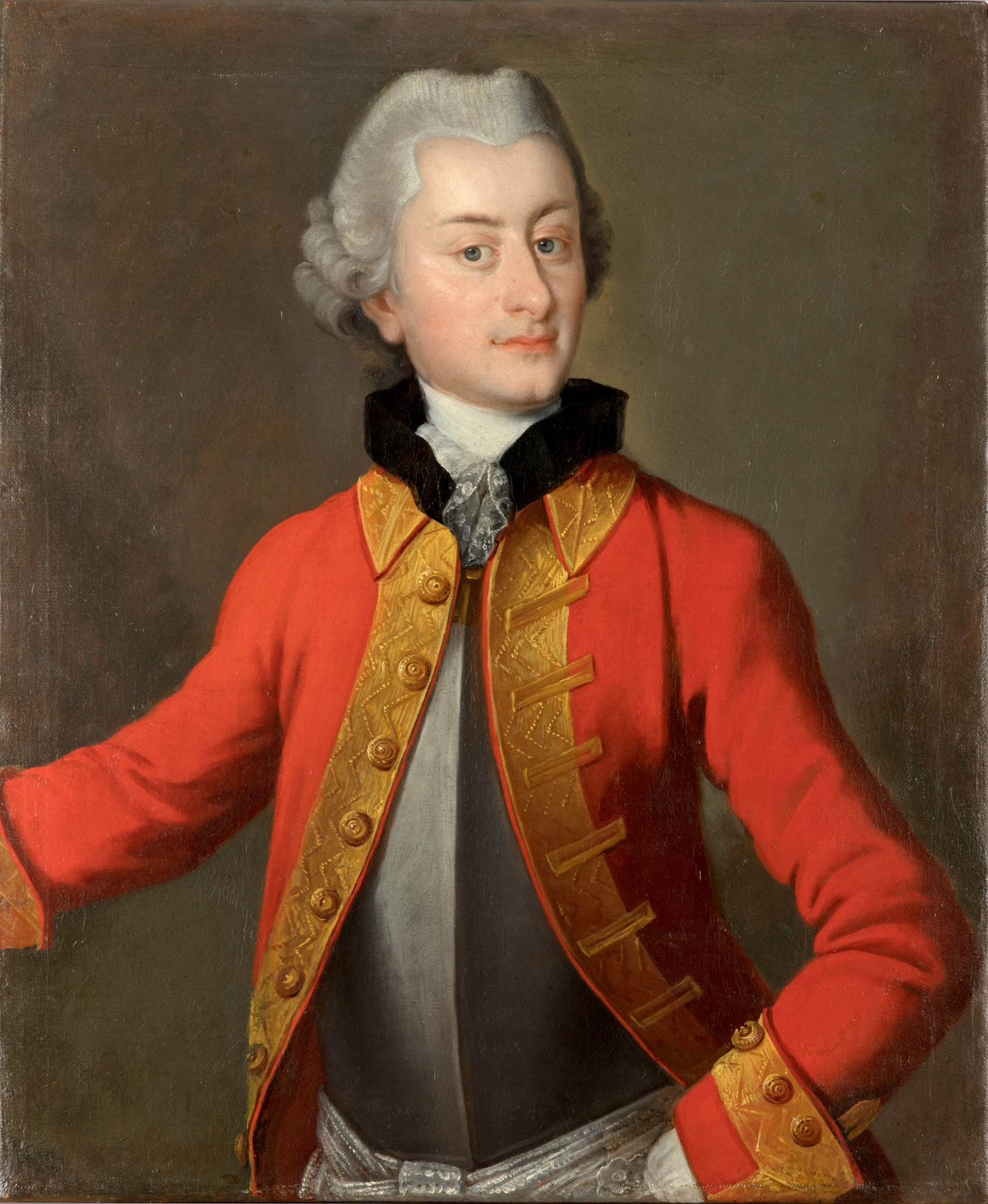
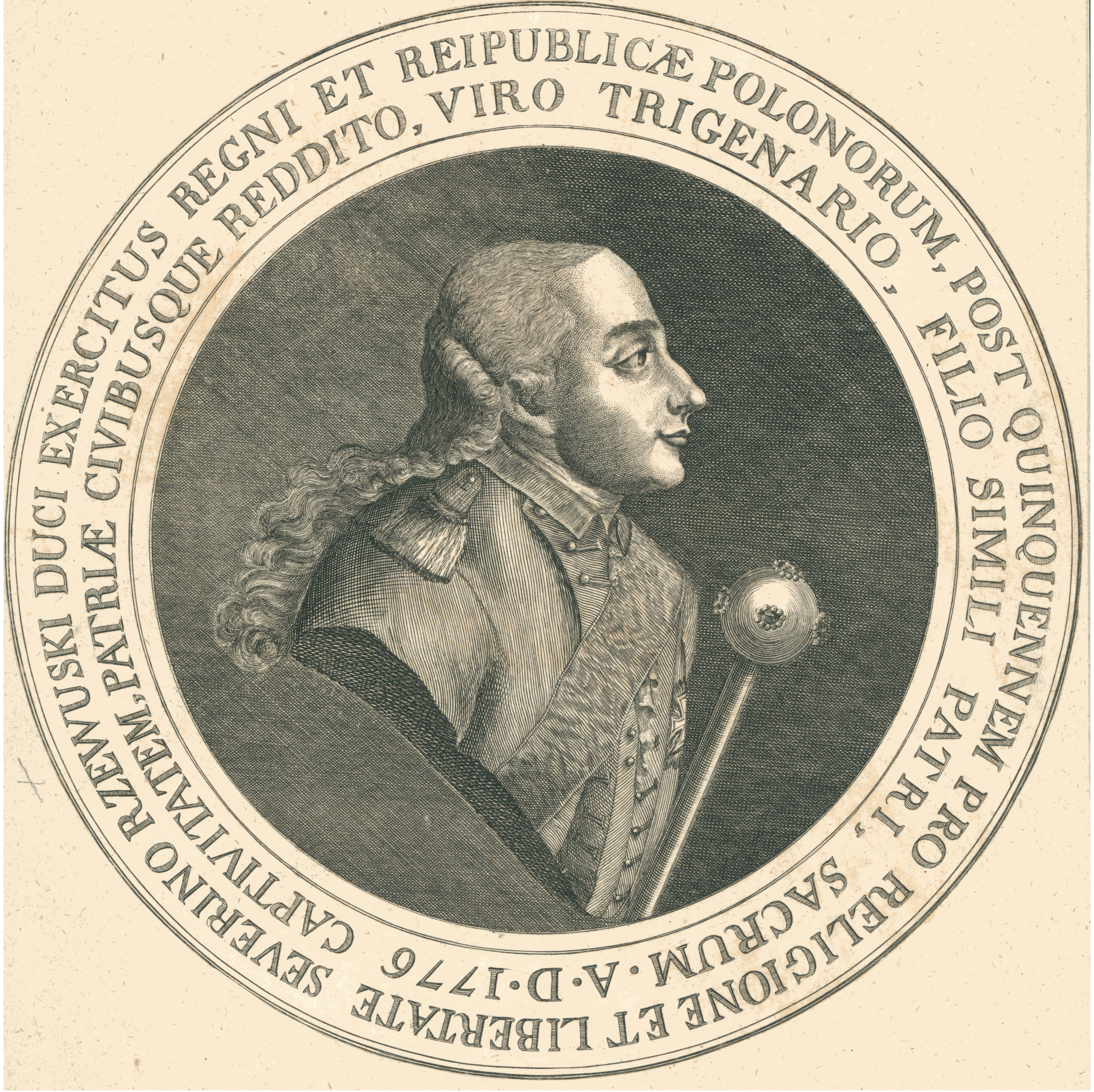
Северин Жевуський пом. 1811
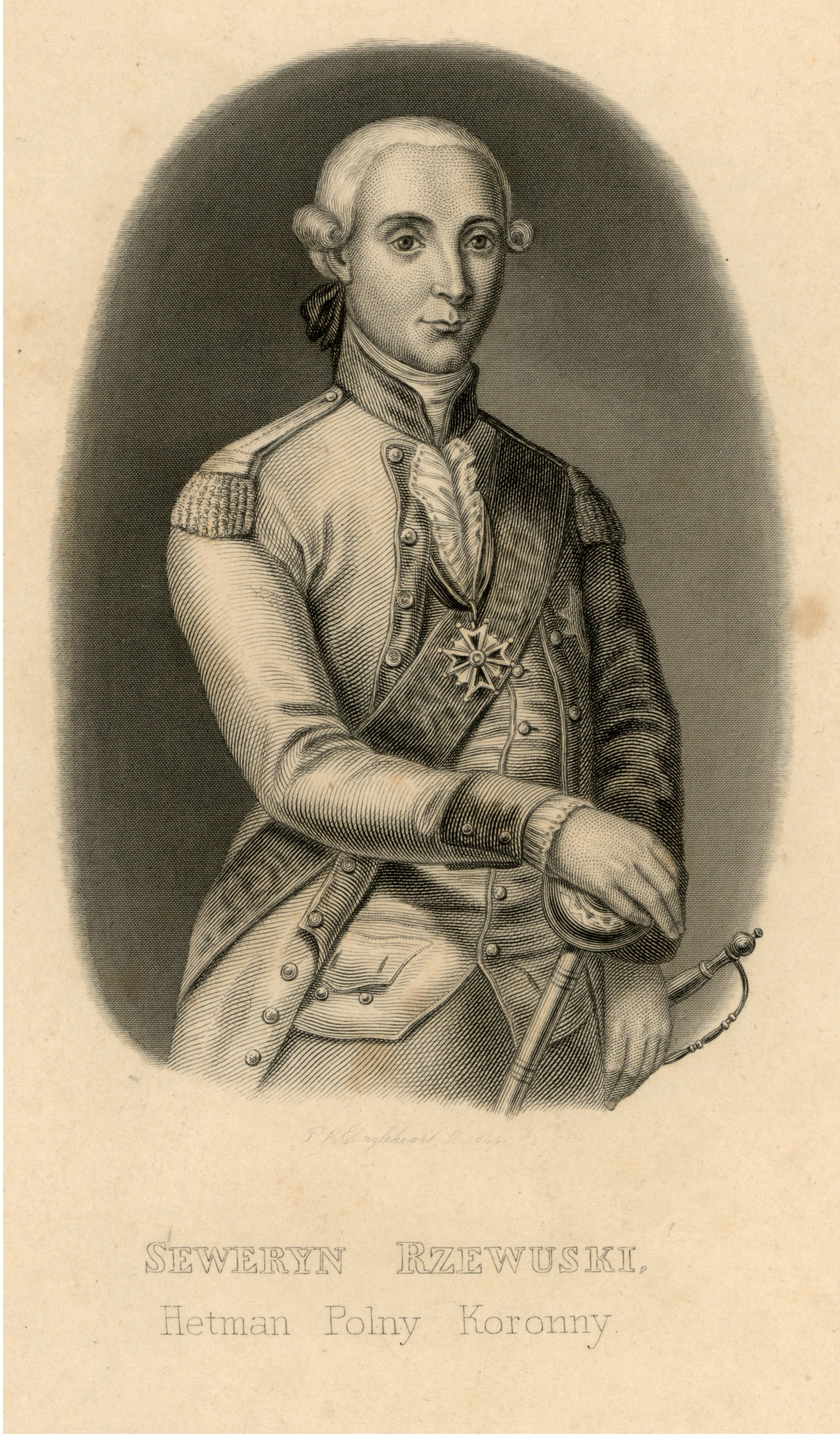
Engleheart, Timothy Stansfeld (1803-1879)  Seweryn Rzewuski. Hetman polny koronny
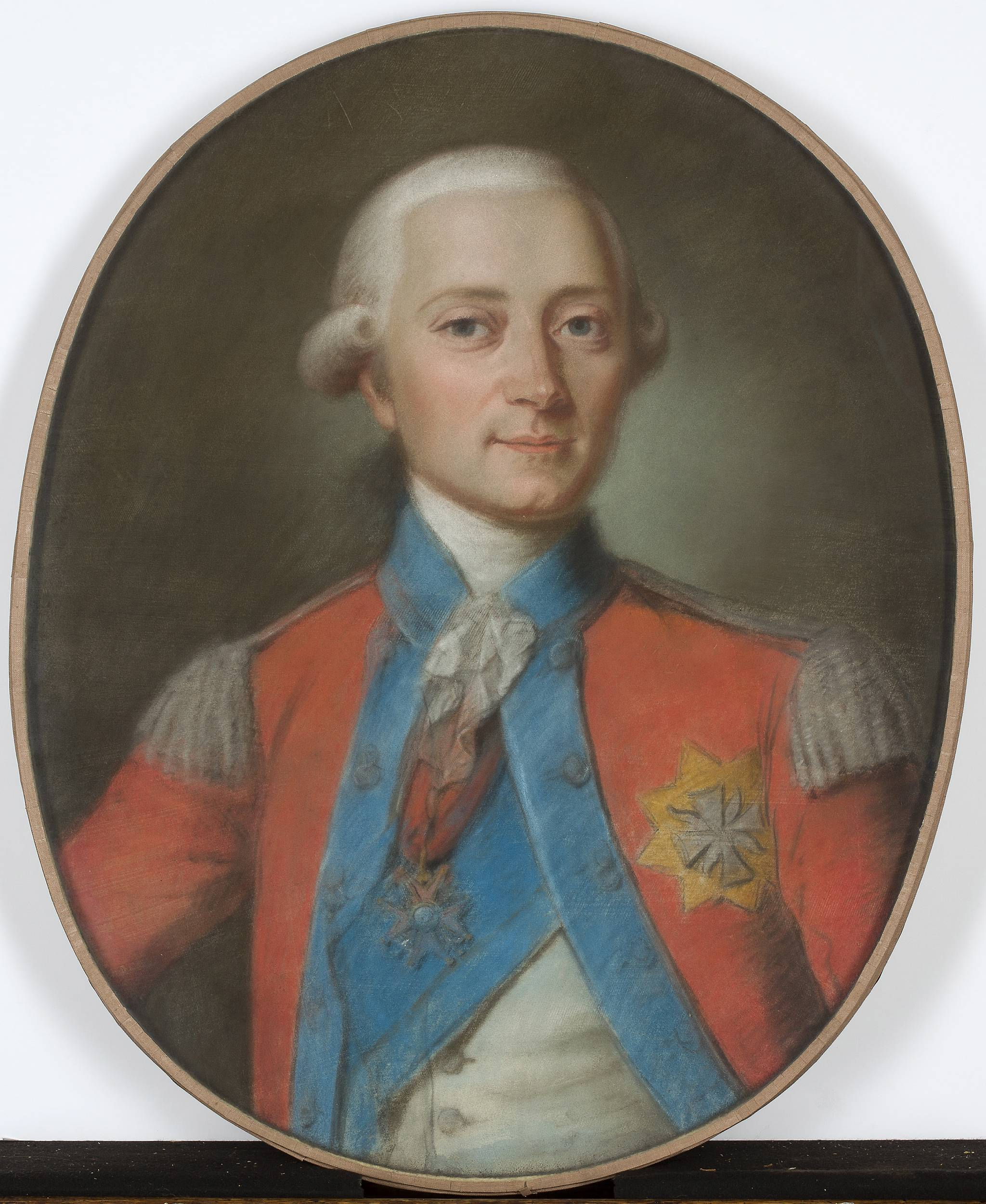